# CFF Clujana
Maillots
Le CFF Clujana est un club roumain de football féminin fondé en 2001 et basé à Cluj-Napoca.

## Historique
Le CFF Clujana est fondé en octobre 2001 par l'homme d'affaires Florin Cebaru. L'équipe termine premier du championnat de Roumanie en 2003 puis réalise le doublé Coupe-Championnat l'année suivante. Le CFF Clujana s'impose comme le club roumain des années 2000 avec sept titres de champion consécutifs de 2003 à 2009 et quatre coupes.
Le CFF Clujana participe pour la première fois à une compétition européenne lors de la Coupe féminine de l'UEFA 2003-2004. Le club participe à sept reprises à la Coupe d'Europe, sans toutefois atteindre une seule fois la phase à élimination directe.

## Palmarès
- Championnat de Roumanie
  - Champion en 2003, 2004, 2005, 2006, 2007, 2008 et 2009.
- Coupe de Roumanie
  - Vainqueur en 2004, 2005, 2006 et 2008.
  - Finaliste en 2007 et 2010.